# Kenny Berger
Kenny Berger (* 19. Dezember 1947 in New York City) ist ein US-amerikanischer Jazz- und Studiomusiker (Alt- und Sopransaxophon, Klarinette, Arrangement, auch Flöte).

## Leben und Wirken
Berger wuchs in Brooklyn auf und begann, in der 5. Klasse Alt- und in der Junior High Baritonsaxophon zu spielen. Seine ersten Auftritte waren in den Catskill Mountain Resorts, Mitte der 1960er Jahre und mit Wochenend-Bands wie Les & Larry Elgart. Er trat dann mit der Howard McGhee Big Band im Club Half Note auf, bevor er als freischaffender Jazz- und Studiomusiker in New York und 1980/81 kurz in Los Angeles tätig war. Seitdem spielte er u. a. mit dem Thad Jones/Mel Lewis Orchestra , im Julius Hemphill Sextet, Duke Pearson, Bill Holman, Toshiko Akiyoshi, Paul Simon, Liza Minnelli, Dave Brubeck, Bobby Previte, Freddie Hubbard, Buck Clayton, Manny Albam, im Gil Evans Orchestra, dem Duke Ellington Orchestra, Rod Levitt Octet und im Westchester Jazz Orchestra.
Erste Aufnahmen entstanden 1971, als er in der Hit Factory den Sänger Howard Tate begleitete. In den folgenden Jahren spielte er u. a. wirkte er bei Studioaufnahmen von Musikern und Bands wie John Tropea, Chuck Israels’ National Jazz Ensemble, der Dave Matthews Big Band, dem JC Sanford Orchestra, Lee Konitz Nonet, Jimmy Maxwell, Urbie Green, Mercer Ellington (Remembering Duke's World), Don Sebesky New York All Star Big Band, den New York Voices und Ned Rothenberg (Power Lines, 1995) mit. 1995 nahm er mit John McNeil das gemeinsame Album Hip Deep auf, gefolgt von Brooklyn Ritual (1997), mit John Mosca (tb), Dean Johnson (Bass) und Steve Johns (Schlagzeug). Berger arrangierte auch für Dizzy Gillespies United Nation Band, das Lee Konitz Nonet, das National Jazz Ensemble, Phil Woods, Bill Kirchner, hr-Bigband, DSM BigBand und das Westchester Jazz Orchestra.
Ab den 2000er-Jahren spielte Berger u. a. mit Bill Kirchner, der Jack Cortner New York Big Band, Peter Hand Big Band, John Pizzarelli (With a Song in My Heart), Max Seigel, Billy Mintz, im Asuka Kakitani Jazz Orchestra und in der Tony Kadleck Big Band. Im Bereich des Jazz war er laut Tom Lord zwischen 1971 und 2014 an 54 Aufnahmesessions beteiligt, zuletzt bei John Pizzarellis Tributalbum Salutes Johnny Mercer. Er unterrichtete Komposition, Arrangement und Jazzgeschichte an der Manhattan School of Music, The New School, William Paterson University, Rutgers University, am Ramapo College und an der New Jersey City University.